# A Fazenda (1.ª temporada)
A primeira temporada do reality show brasileiro A Fazenda, produzida pela Rede Record do programa original sueco The Farm, estreou no dia 31 de maio de 2009 e seguiu por 85 dias. Dificuldades e prazeres da vida simples do campo colocaram à prova o elenco de famosos, havendo somente um vencedor no final. O programa foi exibido diariamente e mostrou pessoas famosas tirando leite de vaca, mexendo com a terra e se envolvendo nos afazeres de uma fazenda. Foi apresentada por Britto Júnior e reportagens de Chris Couto. A direção ficou a cargo de Rodrigo Carelli, Bruno Gomes, Chica Barros e Rogerio Farah. O prêmio foi de 1 milhão de reais.
O vencedor da temporada foi o ator e cantor Dado Dolabella, que enfrentou a também cantora Danni Carlos na final do programa. Dado recebeu 1 milhão de reais sem descontos e Danni foi premiada com um carro por seu segundo lugar.

## Formato
- Fazendeiro da Semana: O Fazendeiro da Semana é o responsável por delegar as tarefas na Fazenda durante uma semana, ficando imune neste período.[5] Além disso, tem a obrigação de indicar um dos três competidores que vão para o "Tá na Roça". Quando o reality está próximo do fim, somente dois peões vão para a "roça", assim, o fazendeiro vota normalmente.[6] Na primeira semana o Fazendeiro foi escolhido por uma votação do público entre os catorze concorrentes. O resultado da votação foi revelado apenas antes do primeiro "Desafio Semanal". A partir da segunda semana o Fazendeiro é determinado pelo participante eliminado na semana anterior. A escolha do eliminado é feita logo após a sua saída.
- Desafio Semanal: Na terça-feira era realizada uma prova com todos os competidores, exceto o Fazendeiro da Semana. O Desafio Semanal (realizado no campo de provas) pode testar a habilidade, destreza, inteligência ou até mesmo a sorte dos competidores. O perdedor do desafio está automaticamente indicado para o "Tá na Roça".[7]
- Tá na Roça: Toda semana, participantes eram indicados ao Tá na Roça e passavam pela votação do público. O telespectador era quem escolhia qual celebridade seria eliminada por meio de votação, que era realizada por telefone, SMS e Internet.[8]

1. O primeiro indicado era o perdedor do "Desafio Semanal", que além de sempre dar início às votações, funciona como voto de Minerva em caso de empate.
2. Por meio de voto aberto, os competidores elegem o segundo indicado para a "Roça", com exceção do "Fazendeiro da Semana". Todos devem votar e justificar o seu voto. O Fazendeiro e o participante já indicado pela perda no Desafio não podem ser votados.[9]
3. O terceiro indicado era eleito pela indicação do Fazendeiro, que anunciava, a seu critério, o último competidor que disputaria a "Roça".

- Eliminação: Um participante é eliminado do programa toda semana. Os indicados a Roça despedem-se de seus companheiros na sede e dirigem-se ao campo de eliminação, onde encontram-se com o apresentador. [10] Após o anúncio da eliminação, o eliminado reencontra-se com amigos e familiares que o esperam do lado de fora.[11]

## Participantes

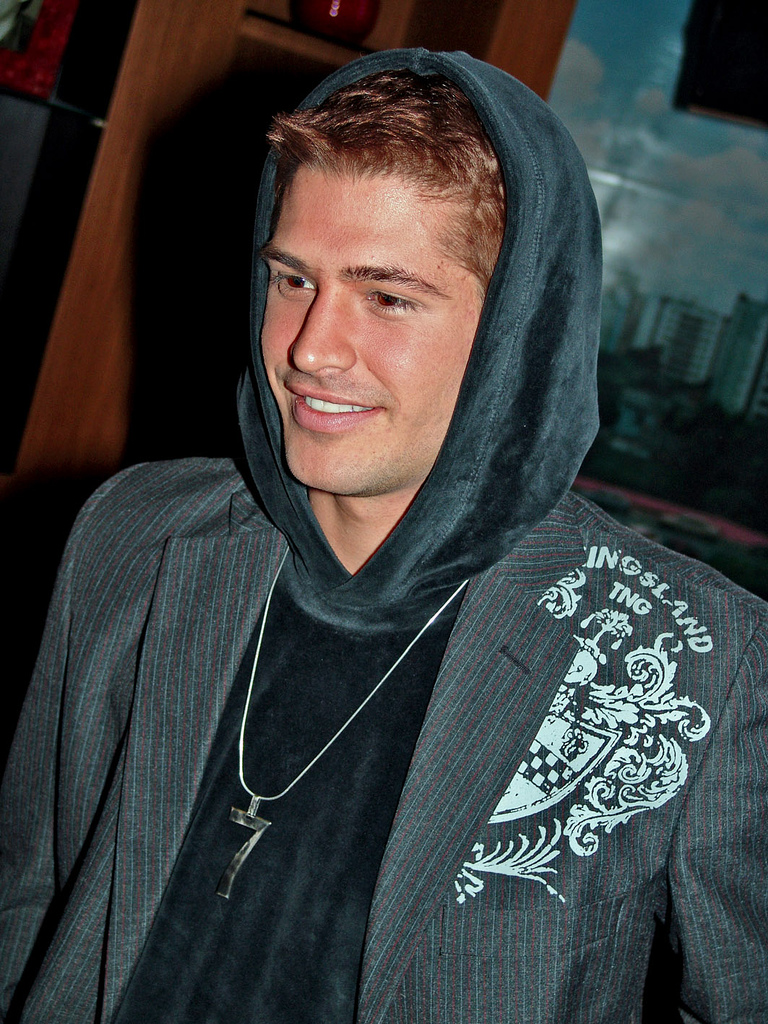
Dado Dolabella, vencedor da primeira temporada.

| Participante                                          | Profissão             | Resultado                             |
| ----------------------------------------------------- | --------------------- | ------------------------------------- |
| Dado Dolabella 28 anos, Rio de Janeiro - RJ           | Ator                  | Vencedor em 23 de agosto de 2009      |
| Danni Carlos 33 anos, Rio de Janeiro - RJ             | Cantora               | 2º lugar em 23 de agosto de 2009      |
| Carlinhos da Silva 29 anos, São Paulo - SP            | Humorista             | 12º eliminado em 19 de agosto de 2009 |
| Pedro Leonardo 22 anos, Anápolis - GO                 | Cantor                | 11º eliminado em 16 de agosto de 2009 |
| Danielle Souza 28 anos, Lages - SC                    | Assistente de palco   | 10ª eliminada em 9 de agosto de 2009  |
| Fabiana Alvarez 32 anos, São José do Rio Preto - SP   | Atriz                 | 9ª eliminada em 2 de agosto de 2009   |
| Jonathan Haagensen 26 anos, Rio de Janeiro - RJ       | Ator                  | 8º eliminado em 26 de julho de 2009   |
| Mirella Santos 25 anos, Florianópolis - SC            | Bailarina             | 7ª eliminada em 19 de julho de 2009   |
| Luciele di Camargo 32 anos, Goiânia - GO              | Atriz                 | 6ª eliminada em 12 de julho de 2009   |
| Miro Moreira 25 anos, São Paulo - SP                  | Modelo                | 5º eliminado em 5 de julho de 2009    |
| Fábio Arruda 38 anos, Rio de Janeiro - RJ             | Consultor de Etiqueta | 4º eliminado em 28 de junho de 2009   |
| Théo Becker 32 anos, Pelotas - RS                     | Ator                  | 3º eliminado em 21 de junho de 2009   |
| Babi Xavier 34 anos, Niterói - RJ                     | Atriz e apresentadora | 2ª eliminada em 14 de junho de 2009   |
| Bárbara Koboldt 33 anos, Porto Alegre - RS            | Repórter              | Desistente em 8 de junho de 2009      |
| Franciely Freduzeski 30 anos, Laranjeiras do Sul - PR | Atriz                 | 1ª eliminada em 7 de junho de 2009    |

## Histórico
|                       | Sem 1                               | Sem 2                                | Sem 3                                | Sem 4                             | Sem 5                             | Sem 6                                 | Sem 7                                | Sem 8                             | Sem 9                             | Sem 10                            | Sem 11                            | Sem 12                            | Sem 12                | Votos recebidos |
| Dia 79                | Sem 1                               | Sem 2                                | Sem 3                                | Sem 4                             | Sem 5                             | Sem 6                                 | Sem 7                                | Sem 8                             | Sem 9                             | Sem 10                            | Sem 11                            | Final                             |                       | Votos recebidos |
| --------------------- | ----------------------------------- | ------------------------------------ | ------------------------------------ | --------------------------------- | --------------------------------- | ------------------------------------- | ------------------------------------ | --------------------------------- | --------------------------------- | --------------------------------- | --------------------------------- | --------------------------------- | --------------------- | --------------- |
| Fazendeiro da Semana  | Dado                                | Théo                                 | Pedro                                | Luciele                           | Carlinhos                         | Danielle                              | Fabiana                              | Danielle                          | Carlinhos                         | Pedro                             | (nenhum)                          | (nenhum)                          | (nenhum)              |                 |
| Indicado (Desafio)    | Luciele                             | Danielle                             | Jonathan                             | Fábio                             | Danni                             | Carlinhos                             | Mirella                              | Jonathan                          | Danni                             | Danielle                          | Dado Danni Pedro                  | Carlinhos Dado Danni              | (nenhum)              |                 |
| Indicado (Peões)      | Franciely                           | Babi                                 | Théo                                 | Pedro                             | Miro                              | Luciele                               | Jonathan                             | Danni                             | Fabiana                           | Dado                              | (nenhum)                          | Carlinhos Dado Danni              | (nenhum)              |                 |
| Indicado (Fazendeiro) | Mirella                             | Jonathan                             | Miro                                 | Dado                              | Dado                              | Fabiana                               | Dado                                 | Dado                              | Dado                              | Danni                             | (nenhum)                          | Carlinhos Dado Danni              | (nenhum)              |                 |
|                       |                                     |                                      |                                      |                                   |                                   |                                       |                                      |                                   |                                   |                                   |                                   |                                   |                       |                 |
| Dado                  | Fazendeiro                          | Babi                                 | Théo                                 | Pedro                             | Miro                              | Pedro                                 | Jonathan                             | Fabiana                           | Fabiana                           | Carlinhos                         | Roça                              | Roça                              | Vencedor (Dia 85)     | 12              |
| Danni                 | Franciely                           | Babi                                 | Théo                                 | Fabiana                           | Miro                              | Fabiana                               | Jonathan                             | Fabiana                           | Fabiana                           | Carlinhos                         | Roça                              | Roça                              | 2º lugar (Dia 85)     | 5               |
| Carlinhos             | Pedro                               | Pedro                                | Miro                                 | Dado                              | Fazendeiro                        | Luciele                               | Pedro                                | Pedro                             | Fazendeiro                        | Dado                              | Imune                             | Roça                              | Eliminado (Dia 81)    | 7               |
| Pedro                 | Carlinhos                           | Carlinhos                            | Fazendeiro                           | Carlinhos                         | Mirella                           | Dado                                  | Carlinhos                            | Carlinhos                         | Dado                              | Fazendeiro                        | Roça                              | Eliminado (Dia 78)                | Eliminado (Dia 78)    | 10              |
| Danielle              | Franciely                           | Babi                                 | Théo                                 | Mirella                           | Luciele                           | Fazendeira                            | Jonathan                             | Fazendeira                        | Pedro                             | Dado                              | Eliminada (Dia 71)                | Eliminada (Dia 71)                | Eliminada (Dia 71)    | 2               |
| Fabiana               | Ausente                             | Ausente                              | Théo                                 | Danni                             | Pedro                             | Jonathan                              | Fazendeira                           | Danni                             | Dado                              | Eliminada (Dia 64)                | Eliminada (Dia 64)                | Eliminada (Dia 64)                | Eliminada (Dia 64)    | 8               |
| Jonathan              | Bárbara                             | Miro                                 | Théo                                 | Dado                              | Fabiana                           | Mirella                               | Danielle                             | Danni                             | Eliminado (Dia 57)                | Eliminado (Dia 57)                | Eliminado (Dia 57)                | Eliminado (Dia 57)                | Eliminado (Dia 57)    | 7               |
| Mirella               | Théo                                | Fábio                                | Théo                                 | Danielle                          | Luciele                           | Luciele                               | Jonathan                             | Eliminada (Dia 50)                | Eliminada (Dia 50)                | Eliminada (Dia 50)                | Eliminada (Dia 50)                | Eliminada (Dia 50)                | Eliminada (Dia 50)    | 7               |
| Luciele               | Franciely                           | Miro                                 | Théo                                 | Fazendeira                        | Miro                              | Mirella                               | Eliminada (Dia 43)                   | Eliminada (Dia 43)                | Eliminada (Dia 43)                | Eliminada (Dia 43)                | Eliminada (Dia 43)                | Eliminada (Dia 43)                | Eliminada (Dia 43)    | 5               |
| Miro                  | Pedro                               | Jonathan                             | Théo                                 | Pedro                             | Luciele                           | Eliminado (Dia 36)                    | Eliminado (Dia 36)                   | Eliminado (Dia 36)                | Eliminado (Dia 36)                | Eliminado (Dia 36)                | Eliminado (Dia 36)                | Eliminado (Dia 36)                | Eliminado (Dia 36)    | 8               |
| Fábio                 | Bárbara                             | Mirella                              | Théo                                 | Pedro                             | Eliminado (Dia 29)                | Eliminado (Dia 29)                    | Eliminado (Dia 29)                   | Eliminado (Dia 29)                | Eliminado (Dia 29)                | Eliminado (Dia 29)                | Eliminado (Dia 29)                | Eliminado (Dia 29)                | Eliminado (Dia 29)    | 1               |
| Théo                  | Mirella                             | Fazendeiro                           | Miro                                 | Eliminado (Dia 22)                | Eliminado (Dia 22)                | Eliminado (Dia 22)                    | Eliminado (Dia 22)                   | Eliminado (Dia 22)                | Eliminado (Dia 22)                | Eliminado (Dia 22)                | Eliminado (Dia 22)                | Eliminado (Dia 22)                | Eliminado (Dia 22)    | 10              |
| Babi                  | Bárbara                             | Danni                                | Eliminada (Dia 15)                   | Eliminada (Dia 15)                | Eliminada (Dia 15)                | Eliminada (Dia 15)                    | Eliminada (Dia 15)                   | Eliminada (Dia 15)                | Eliminada (Dia 15)                | Eliminada (Dia 15)                | Eliminada (Dia 15)                | Eliminada (Dia 15)                | Eliminada (Dia 15)    | 3               |
| Bárbara               | Franciely                           | Desistente (Dia 9)                   | Desistente (Dia 9)                   | Desistente (Dia 9)                | Desistente (Dia 9)                | Desistente (Dia 9)                    | Desistente (Dia 9)                   | Desistente (Dia 9)                | Desistente (Dia 9)                | Desistente (Dia 9)                | Desistente (Dia 9)                | Desistente (Dia 9)                | Desistente (Dia 9)    | 4               |
| Franciely             | Bárbara                             | Eliminada (Dia 8)                    | Eliminada (Dia 8)                    | Eliminada (Dia 8)                 | Eliminada (Dia 8)                 | Eliminada (Dia 8)                     | Eliminada (Dia 8)                    | Eliminada (Dia 8)                 | Eliminada (Dia 8)                 | Eliminada (Dia 8)                 | Eliminada (Dia 8)                 | Eliminada (Dia 8)                 | Eliminada (Dia 8)     | 4               |
|                       |                                     |                                      |                                      |                                   |                                   |                                       |                                      |                                   |                                   |                                   |                                   |                                   |                       |                 |
| Notas                 | [1][2]                              | [3]                                  | [4]                                  | (nenhuma)                         | [5]                               | [6]                                   | (nenhuma)                            | [7]                               | [8]                               | [9]                               | [10]                              | [11]                              | (nenhuma)             |                 |
| Desistente            | (nenhum)                            | Bárbara                              | (nenhum)                             | (nenhum)                          | (nenhum)                          | (nenhum)                              | (nenhum)                             | (nenhum)                          | (nenhum)                          | (nenhum)                          | (nenhum)                          | (nenhum)                          | (nenhum)              |                 |
| Roça                  | Franciely Luciele Mirella           | Babi Danielle Jonathan               | Jonathan Miro Théo                   | Dado Fábio Pedro                  | Dado Danni Miro                   | Carlinhos Fabiana Luciele             | Dado Jonathan Mirella                | Dado Danni Jonathan               | Dado Danni Fabiana                | Dado Danielle Danni               | Dado Danni Pedro                  | Carlinhos Dado Danni              | Dado Danni            |                 |
| Eliminado             | Franciely 45,30% para eliminar      | Babi 50,80% para eliminar            | Théo 51,80% para eliminar            | Fábio 59,50% para eliminar        | Miro 67,30% para eliminar         | Luciele 48,40% para eliminar          | Mirella 49,50% para eliminar         | Jonathan 69% para eliminar        | Fabiana 67,60% para eliminar      | Danielle 60% para eliminar        | Pedro 68% para eliminar           | Carlinhos 65% para eliminar       | Danni 17% para vencer |                 |
| Outros %              | Luciele Não divulgado para eliminar | Danielle Não divulgado para eliminar | Jonathan Não divulgado para eliminar | Dado Não divulgado para eliminar  | Dado Não divulgado para eliminar  | Carlinhos Não divulgado para eliminar | Dado Não divulgado para eliminar     | Dado Não divulgado para eliminar  | Dado Não divulgado para eliminar  | Dado Não divulgado para eliminar  | Dado Não divulgado para eliminar  | Dado Não divulgado para eliminar  | Dado 83% para vencer  |                 |
| Outros %              | Mirella Não divulgado para eliminar | Jonathan Não divulgado para eliminar | Miro Não divulgado para eliminar     | Pedro Não divulgado para eliminar | Danni Não divulgado para eliminar | Fabiana Não divulgado para eliminar   | Jonathan Não divulgado para eliminar | Danni Não divulgado para eliminar | Danni Não divulgado para eliminar | Danni Não divulgado para eliminar | Danni Não divulgado para eliminar | Danni Não divulgado para eliminar | Dado 83% para vencer  |                 |

## Classificação geral
| Pos. | Participante         | Meio de indicação     | % para eliminar | Eliminado em |
| ---- | -------------------- | --------------------- | --------------- | ------------ |
| 1    | Dado Dolabella       | Finalista             | 83%             | —            |
| 2    | Danni Carlos         | Finalista             | 17%             | —            |
| 3    | Carlinhos da Silva   | Participante Restante | 65%             | Semana 12    |
| 4    | Pedro Leonardo       | Desafio Semanal       | 68%             | Semana 11    |
| 5    | Danielle Souza       | Desafio Semanal       | 60%             | Semana 10    |
| 6    | Fabiana Alvarez      | Peões (2 votos)       | 67,60%          | Semana 9     |
| 7    | Jonathan Haagensen   | Desafio Semanal       | 69%             | Semana 8     |
| 8    | Mirella Santos       | Desafio Semanal       | 49,50%          | Semana 7     |
| 9    | Luciele di Camargo   | Peões (2 votos)       | 48,40%          | Semana 6     |
| 10   | Miro Moreira         | Peões (3 votos)       | 67,30%          | Semana 5     |
| 11   | Fábio Arruda         | Desafio Semanal       | 59,50%          | Semana 4     |
| 12   | Théo Becker          | Peões (9 votos)       | 51,80%          | Semana 3     |
| 13   | Babi Xavier          | Peões (3 votos)       | 50,80%          | Semana 2     |
| 14   | Bárbara Koboldt      | Desistente            | Desistente      | Semana 2     |
| 15   | Franciely Freduzeski | Peões (4 votos)       | 45,30%          | Semana 1     |

## Trilha sonora
Com o sucesso do reality, foi lançada a trilha sonora com doze músicas, sendo quatro delas cantadas por quatro dos participantes:
1. "Stayin' Alive" - Bee Gees
2. "A Fazenda" - Cezar & Paulinho
3. "O Bicho Vai Pegar" - Edson & Hudson part. Rio Negro & Solimões
4. "Arcanjo" - Danni Carlos
5. "Mulher de Fases" - Pedro & Thiago
6. "Rolex" - Dado Dolabella
7. "O Grande Amor da Minha Vida" - Gian & Giovani
8. "Andressa" - Théo Becker
9. "Amor de Primavera" - Di Paulo & Paulinho part. Gino & Geno)
10. "Me Divirto Com as Erradas" - Latino
11. "Aqui é o Seu Lugar" - Chico Rey & Paraná
12. "Eu, Você Jack e Harley" - Ricardo & João Fernando